# Edaravona

Fórmula estrutural do Ederavona

O edaravona é um antioxidante e neuroprotetor aprovado para tratar a esclerose lateral amiotrófica (ELA) e o AVC isquêmico.
O edaravona é administrado por via intravenosa e tem como objetivo retardar a progressão da doença prevenindo danos nos nervos.